# Les Abeilles
Pour les articles homonymes, voir Abeille (homonymie).
Les Abeilles est un hameau situé sur la commune de Banyuls-sur-Mer et une ancienne seigneurie.

## Géographie

### Situation

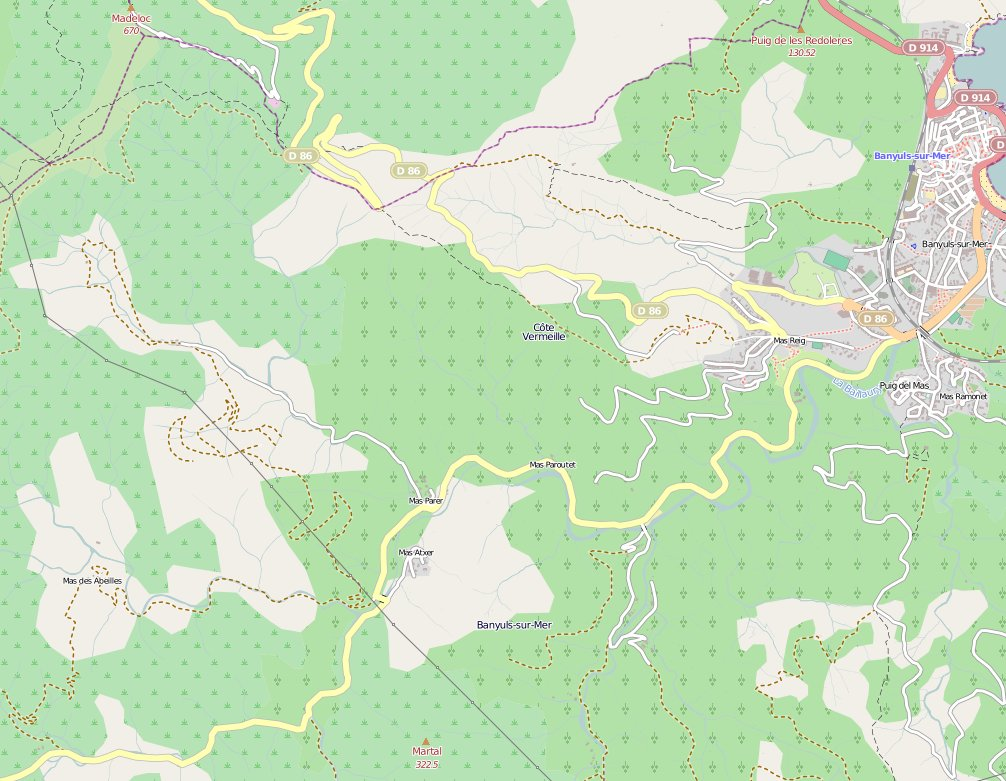
Situation du hameau Les Abeilles par rapport à Banyuls-sur-Mer

Le hameau Les Abeilles se situe à l'ouest de la commune de Banyuls-sur-Mer, à proximité du pic Estela et du pic de Sallfort.

### Hydrographie
Le lieu-dit des Abeilles est traversé par deux ruisseaux :
- Le Rec de les Abelles
- Le Rec del Bosc Negre

### Accès
En provenance de Banyuls-sur-Mer, route en direction du Col de Banyuls puis bifurcation vers l'ouest au niveau du Mas Atxer. La route se transforme alors en piste et finit en cul-de-sac au niveau du Mas de les Abelles.

## Toponymie
En catalan, le nom du lieu est Les Abelles, ce qui signifie « les Abeilles ».
Le nom Les Abeilles vient du col d'Espils (aujourd'hui connu sous le nom de col de Banyuls), progressivement transformé à partir du XIIIe siècle à la suite d'erreurs de copistes (contresens et fausse étymologie). Le nom d'Espils lui-même vient sans doute de specula, du nom latin pour une tour de guet, turris speculatoria. La commune située de l'autre côté de la frontière et du col d'Espils se nomme Espolla, à l'étymologie identique.
L'erreur du XIIIe siècle vient de la confusion du nom Espils avec le catalan La Vella (du latin Vigilia, en français veille, autre nom courant pour les tours de guet), contaminé ensuite par le catalan l'abella (l'abeille). Le nom devient alors Les Abelles (Les Abeilles). On retrouve la même dans la dénomination du cap de l'Abeille situé en contrebas.
Les différents noms cités sont Spedulia (898), podium Spilio (981), collum de Espils (1085), locus de Apillis (1208), Santa Maria de ses Abeylles (1248), Les Abelles (1359) et parrochia de Apibus (1372),.
Le site est désigné sous le nom de Mas de les Abelles par l'IGN.

## Histoire

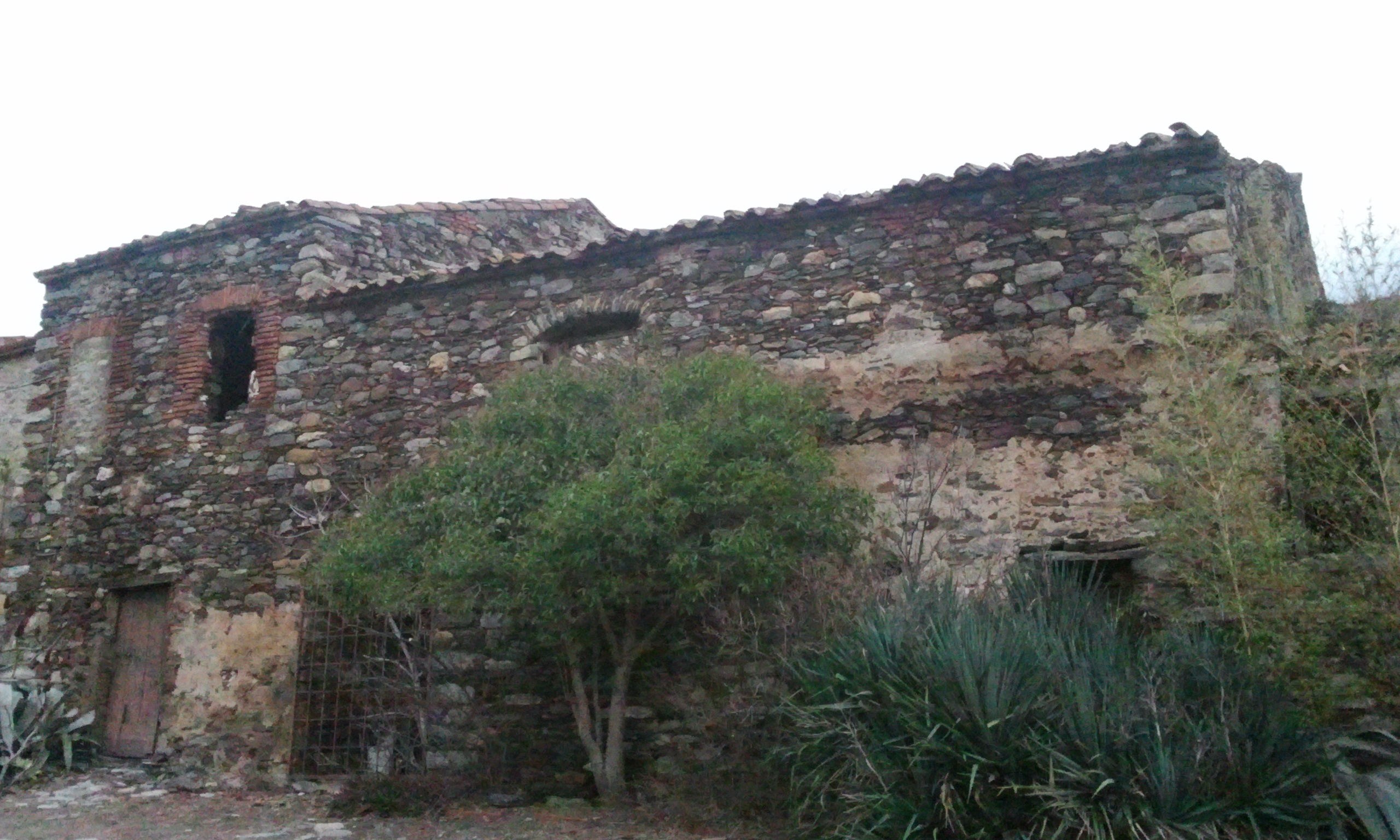
Ermitage du Mas des Abeilles

Le lieu était occupé dès l'époque romaine par une tour de garde surveillant le col d'Espils.
Le peuplement de la haute vallée de Banyuls est dû au monastère de Saint-Quirc de Colera, situé à proximité sur le versant sud des Albères, qui encourage l'installation des familles dans ces lieux, essentiellement au XIIe siècle et XIIIe siècle. L'église Sainte-Marie des Abeilles est construite dès le XIe siècle, bien que mentionnée pour la première fois en 1248. Elle devient une paroisse et un village se développe autour.
Les Abeilles devient le siège d'une seigneurie à partir du XIIIe siècle, détenue par la famille de Pau (ou de Pavo), elle-même vassale des comtes d'Empúries. La seigneurie des Abeilles comprend également l'actuel territoire de Cerbère durant tout le Moyen Âge. Guilhem de Pau obtient l'autorisation du roi d'Aragon en 1249 de construire un château aux Abeilles, renforçant ainsi la frontière avec la France. La famille de Pau conserve la seigneurie jusqu'au XVe siècle, puis elle devient une possession directe du comte d'Empúries et Les Abeilles entame alors un lent déclin.
Conséquence du dépeuplement, l'église perd son statut de paroisse au XVIe siècle. Elle est transformée en ermitage au XVIIe siècle et reçoit des travaux d'aménagement. Fermée à la révolution française, l'église reste alors à l'abandon et tombe en ruines.

## Démographie ancienne
La population est exprimée en nombre de feux (f).
| 1358 | 1470 | 1515 |
| ---- | ---- | ---- |
| 18 f | 2 f  | 1 f  |